# 国策会社
国策会社（日语：／）是服务于日本的计划经济的半官半民的公司。这些公司主要存在于第二次世界大战期间。
国策会社多数存在于其殖民地，但也有一部分存在于日本本土。存在于殖民地的国策会社有北支那開發、中支那开发、台湾拓殖、桦太开发等。
日本本土的国策会社有大日本航空、东亚海运等。

## 满洲国的国策会社
满洲国作为日本的傀儡国，也存在一些国策会社。1933年3月1日满洲国《政府公报》号外刊载了《满洲国经济建设纲要》，其第三项“经济统制政策之方策”规定：“带有国防或公共公益的性质之重要事业，以公营或令特殊会社经营为原则。”特殊会社即满洲国的国策会社。1934年6月28日发布《对一般企业的声明》、1937年5月公布的《重要产业统制法》《关于重要产业统制法施行文件》，都规定以特殊会社制度以统制满洲国经济。特殊会社是根据满洲国特定立法或同日本签订的条约而设立的会社，政府监督特殊会社的内部关系，原则上由国家资本投资。按照“一业一社主义”原则设立的还有准特殊会社，即不是根据特定立法设立，而是根据《重要产业统制法》设立。
1932年6月根据《满洲中央银行法》设立的滿洲中央銀行、1932年9月设立的满洲航空会社是最早的特殊会社和准特殊会社。
例如满洲重工业开发、满洲拓殖公社:3,4等。
截至1937年的特殊会社和准特殊会社：
- 满洲中央银行
- 满洲兴业银行
- 满洲生命保险
- 满洲电信电话
- 满洲航空
- 满洲电业
- 满洲鸭绿江水力发电
- 奉天造兵所
- 满洲火药贩卖
- 同和汽车
- 满洲石油
- 满洲合成燃料
- 满洲油化
- 大同酒精
- 昭和制钢
- 本溪湖煤铁
- 满洲矿业开发
- 满洲炭矿
- 满洲轻金属
- 满洲采金
- 满洲曹达
- 满洲化学
- 满洲盐业
- 满洲拓殖
- 满鲜拓殖
- 满洲林业
- 满洲棉花
- 日满商事
- 满洲计器
- 满洲图书